# Пульмонология
Пульмоноло́гия (от лат. pulmonis — «лёгкое» и λόγος «учение, наука», или пневмоло́гия (от др.-греч. πνεύμων — «лёгкие») — раздел медицины, занимающийся изучением, диагностикой и лечением заболеваний лёгких и нижних дыхательных путей (бронхи, трахея).
В некоторых[каких?] странах пульмонология называется «chest medicine» или «respiratory medicine»[значимость факта?]. Пульмонология обычно считается разделом внутренних болезней, однако имеет тесные связи с реаниматологией и интенсивной терапией, поскольку занимается в том числе и пациентами, чьё клиническое состояние требует искусственной вентиляции лёгких. Операции на дыхательных путях обычно проводятся специалистами в области кардиоторакальной хирургии.
«Грудная медицина» не является чётко очерченной медицинской специальностью, это общий собирательный термин, обозначающий всё, что относится к заболеваниям органов грудной клетки и их лечению. Этот термин покрывает области пульмонологии, торакальной хирургии, реаниматологии и интенсивной терапии. Врачи, занимающиеся пульмонологией, называются пульмонологами.
Отцом пульмонологии считается французский врач Рене Лаэннек. Лаэннек изобрёл наиболее ценный прибор для обследования грудной клетки — стетоскоп.

## История отечественной пульмонологии
Изучение болезней органов дыхания в XIX веке характеризовалось накоплением клинических наблюдений. Судить о точности диагнозов, поставленных в то время, не представляется возможным. Чёткого деления между неспецифическими лёгочными процессами и туберкулёзом не проводилось. Пневмония и плеврит в медицинских отчётах объединялись вместе и рассматривались как острые заболевания органов дыхания. К началу 80-х годов XIX века были достигнуты крупные успехи в развитии учения о пневмониях. Крупозная пневмония выделена в самостоятельную нозологическую форму.
Ещё до открытия пневмококка С. П. Боткин относил крупозную пневмонию к инфекционным заболеваниям. Первые русские работы, в которых доказывалась роль капсульного грамположительного диплококка в этиологии крупозной пневмонии, относятся к 1884 году. Тогда же было подчеркнуто значение аэрогенного пути возникновения пневмонии. Многие учёные-клиницисты того времени внесли свой вклад в изучение клиники болезней органов дыхания. Детальное и очень ценное для развития медицины описание изменений лёгких при контузии грудной клетки дал Н. И. Пирогов.
Классические исследования И. М. Сеченова, посвящённые газовому составу атмосферного воздуха, работы В. В. Пашутина и учёных его школы легли в основу последующего изучения физиологии и патологии дыхания. В этот период представления о болезнях органов дыхания значительно изменяются благодаря успехам физиологии и отчасти в связи с тем, что опытные врачи-практики опубликовали свои точные наблюдения.

## Заболевания, относящиеся к компетенции пульмонологии
К сфере ведения пульмонологии относятся следующие заболевания (некоторые примеры):
- Абсцесс лёгкого
- Аллергический бронхопульмональный аспергиллёз
- Альвеолярный микролитиаз
- Бронхиальная астма
- Гамартома лёгкого
- Гемосидероз
- Гемоторакс
- Гистиоцитоз X — только диагностика
- Идиопатический фиброзирующий альвеолит
- Инфаркт лёгкого
- Лёгочная гипертензия
- Лёгочный альвеолярный протеиноз
- Лёгочный фиброз
- Муковисцидоз
- Ночное апноэ
- Орнитоз
- Остеохондропластическая трахеобронхопатия
- Пневмокониоз
  - Силикоз
- Пневмония
- Пневмоторакс
- Рак лёгкого — только диагностика
- Саркоидоз
- Трахеобронхит
- Тромбоэмболия лёгочной артерии
- Хроническая обструктивная болезнь лёгких:
  - Пневмосклероз
  - Эмфизема лёгких
- Хронический бронхит
- Экзогенный аллергический альвеолит